# Clinical Ethics
Clinical Ethics  es una revista académica trimestral revisada por pares que cubre la ética médica, la ética clínica , la bioética y el derecho médico. El redactor jefe es Jonathan Lewis ( Universidad de Mánchester ). Fue establecido en 2006 y es publicado por Sage Publications .

## Resumen e indexación
La revista está resumida e indexada en PubMed y Scopus